# Qarqīn
Qarqīn es una ciudad de Afganistán, perteneciente al distrito de su nombre.
Pertenece a la provincia de Jawzjān.
Su población es de 16.493 habitantes (2007).
La ciudad está situada en el banco del río Amu Daria.
- Datos: Q5199398